# Бернштейн, Михаил Давидович (художник)
Михаи́л Дави́дович Бернште́йн (16 [28] января 1875, Ростов-на-Дону, Екатеринославская губерния — 9 мая 1960, Ленинград) — русский и советский живописец, график и педагог, профессор ЛИЖСА имени И. Е. Репина, член ЛОСХ.

## Биография
Учился живописи и рисунку в Лондоне (1894—1899), Мюнхене, Париже (1899—1901), посещал Италию.
В 1901—1903 годах учился в Высшем художественном училище при Императорской Академии художеств в Санкт-Петербурге у И. Репина.
Участвовал в выставках с 1902 года, писал портреты, жанровые картины. В дальнейшем занимался преимущественно педагогической деятельностью.
В 1907—1916 годах преподавал в Петербурге в организованной им частной художественной школе. Был женат на художнице Екатерине Туровой, входившей в 1918—1919 годах в артель художников «Сегодня».
В 1916—1924 годах преподавал в художественной школе в Житомире, в 1924—1932 годах в Художественном институте в Киеве.
В 1932—1948 годах преподавал рисунок в ЛИЖСА имени И. Е. Репина в Ленинграде. Автор ряда статей и учебных материалов по методике рисунка, а также книги «Проблемы учебного рисунка». В 1948—1950 преподавал также в ЛВХПУ. В 1930—1940 годы внёс большой вклад в становление системы художественного образования и подготовку художественных кадров высшей квалификации.
В Великую Отечественную войну сын М. Д. Бернштейна Сандро ушёл на фронт солдатом и пропал без вести.

## Ученики
- Владимир Лебедев
- Владимир Татлин
- Вера Ермолаева
- Владимир Козлинский
- Николай Лапшин
- Михаил Ледантю
- Александр Волков
- Александр Лаппо-Данилевский
- Давид Альховский
- Пётр Белоусов
- Пётр Васильев
- Анатолий Васильев
- Александр Деблер
- Сергей Осипов
- Вячеслав Загонек
- Евгения Байкова
- Михаил Козелл
- Николай Мухо
- Михаил Натаревич
- Мария Рудницкая
- Глеб Савинов
- Елена Скуинь
- Александр Соколов
- Николай Тимков
- Юрий Тулин
- Лев Орехов
- Леонид Шолохов
- Надежда Штейнмиллер
- Виктор Эллонен
- Соломон Юдовин